# Tenencu (círculo)
O círculo de Tenencu (Ténenkou Cercle) é uma subdivisão administrativa da região Mopti do Mali. A sua sede é a cidade de Tenencu, que é também sua maior cidade. O círculo é ainda dividido em Arrondissements e comunas, embora as reformas administrativas desde 1999, comunas viram super sede administrativa do papel do antigo Arrondissements. A população de Tenencu em 1998 era 142.806 pessoas.
Ele contém as seguintes Comunas:
- Dialloube
- Diafarabe
- Diaka
- Diondori
- Kareri
- Ouro Ardo
- Ouro-Guire
- Sougoulbe
- Ténenkou
- Togoro-Kotia
- Toguere-Coumbe